# 광분해
광분해(光分解, 영어: photodissociation)는 화합물이 광자에 의해 분해되는 화학 반응을 가리키는 말이다. 광분해는 한 개 이상의 광자가 하나의 분자와 상호작용할 때 정의된다.
광분해는 가시광선에 의해서만 일어나는 것이 아니다. 충분한 에너지를 가진 광자라면 화합물의 결합에 영향을 끼칠 수 있다. 광자의 에너지는 빛의 파장에 반비례하는 고로 가시광선이나 자외선, 엑스선, 그리고 감마선 파장의 전자기파가 광분해를 일으킨다.

## 광합성과 광분해
광합성의 명반응 중에 광분해가 일어난다. 이때의 반응은 다음과 같다.
H2A + 2 광자 {\displaystyle \longrightarrow } 2e- + 2H+ + A
생성물 "A"의 화학 구조는 광합성을 하는 생물체의 종류에 따라 다르다. 홍색황세균은 황화 수소(H2S)를 황(S)으로 산화시킨다. 물(H2O)이 광분해의 기질로 작용할 경우 산소(O2)를 내놓게 된다. 이 과정을 통해 지구 대기 중에 산소가 순환하는데, 물의 광분해는 남조류의 틸라코이드나 녹조류와 식물의 엽록체에서 일어난다.

## 대기 중의 광분해

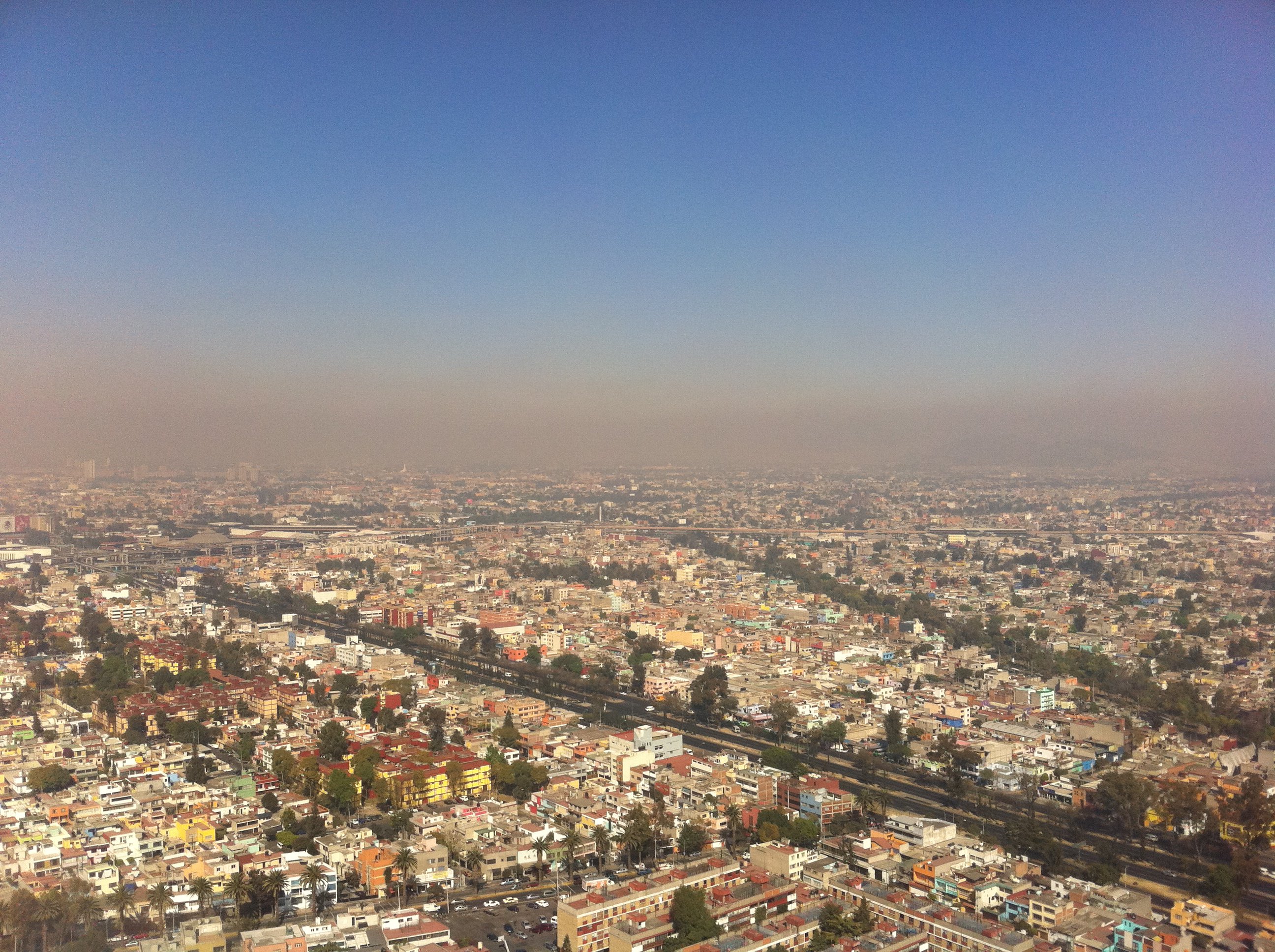
멕시코시티를 뒤덮은 광화학 스모그.

탄화수소나 질소 산화물 같은 일차적 오염 물질이 질산염 같은 이차적 오염 물질로 전환될 때도 광분해가 일어난다.
대류권에서 일어나는 주요 광분해 현상은 다음의 두 가지가 있다.
O3 + hν → O2 + O(1D) λ < 320 nm
이 반응으로 생성된 발생기산소가 물과 반응하여 하이드록실라디칼을 만들어낸다.
O(1D) + H2O → 2OH
세제로도 작용하는 하이드록실라디칼은 탄화수소를 산화시키는 물질로, 대기화학에서 중요하게 다루어진다.
두 번째 반응은 대류권 오존 오염의 핵심 반응으로, 다음과 같다.
NO2 + hν → NO + O
O2 + O → O3
오존층의 형성 역시 광분해로 인한 것이다. 지구의 성층권에 존재하는 오존은 자외선이 산소 분자(O2)를 두 개의 산소 원자로 분해시키고, 이 산소 원자가 멀쩡한 산소 분자와 결합하여 오존(O3)이 만들어졌다. 또한 염화불화탄소가 광분해되어 유리기 염소를 생성, 오존층을 파괴한다.

## 천체물리학
분자가 분해되고 새로운 분자가 생성되는 과정에서도 광분해가 일어난다. 성간 공간에서는 진공 때문에 분자와 유리기가 오랫동안 남아 있을 수 있는데, 광분해는 이 분자들이 분해되는 주요한 요인이다. 항성이 형성되는 성간 구름의 구성 물질을 연구할 때도 광분해율이 중요하게 다루어지고 있다.
성간 물질에서 일어나는 광분해 현상의 예는 다음과 같다({\displaystyle h\nu }는 빛의 과학적 기수법으로, 구체적으로 말하면 광자를 가리킨다).
{\displaystyle H_{2}O+h\nu \rightarrow H+OH}
{\displaystyle CH_{4}+h\nu \rightarrow CH_{3}+H}

## 같이 보기
- 섬광 광분해
- 광촉매
- 광화학